# Bijograd
Bijograd (cyr. Бијоград) – wieś w Bośni i Hercegowinie, w Republice Serbskiej, w mieście Trebinje. W 2013 roku liczyła 26 mieszkańców.